# Deutsche Rentenversicherung Bund

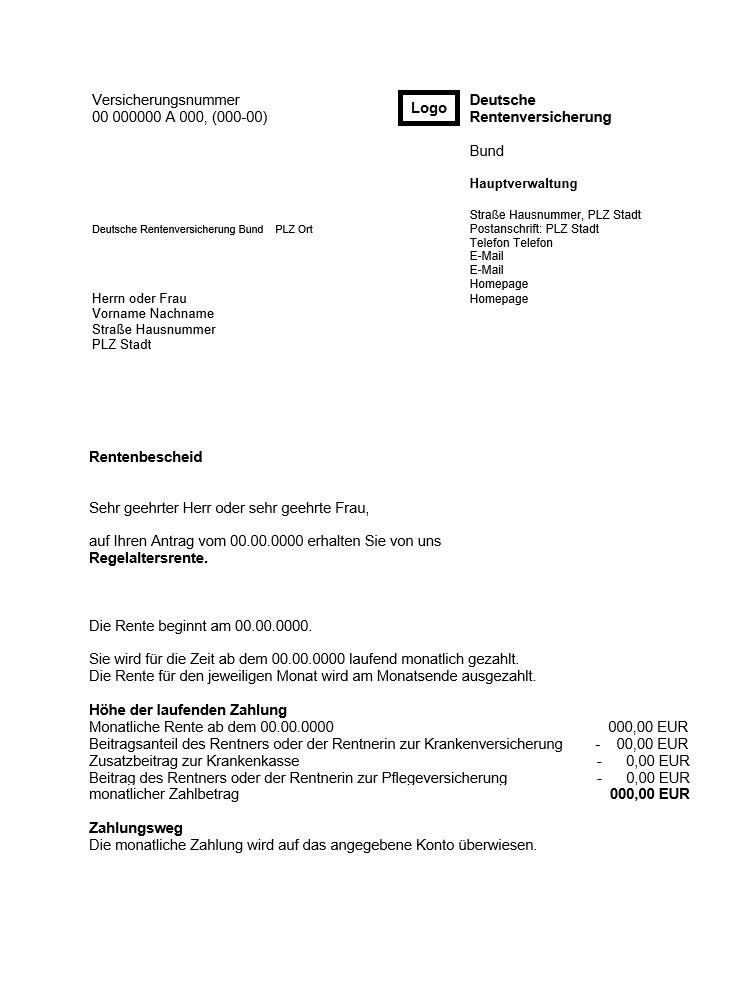
Rentenbescheid

Die Deutsche Rentenversicherung Bund (Abk. DRV Bund) ist ein bundesweit tätiger Träger der gesetzlichen Rentenversicherung in der Bundesrepublik Deutschland.
Die Deutsche Rentenversicherung Bund ist eine Körperschaft des öffentlichen Rechts mit Selbstverwaltung. Sie hat ihren Sitz in Berlin und unterhält Dienststellen in Brandenburg an der Havel, Gera, Stralsund und Würzburg. Als größter der 16 deutschen Rentenversicherungsträger nimmt sie außer der Betreuung der Versicherten und Rentner auch Grundsatz- und Querschnittsaufgaben sowie die gemeinsamen Angelegenheiten aller Träger der Deutschen Rentenversicherung wahr, etwa in den Bereichen Öffentlichkeitsarbeit, Statistik und Finanzen.

## Aufgaben und Leistungen

### Versicherung und Rente
Im Jahr 2023 wurden von der Deutschen Rentenversicherung Bund rund 218.000 Versicherungskonten geklärt. Hinzu kamen rund 12 Millionen erstmalige oder erneute Renteninformationen sowie rund 1,6 Millionen Rentenauskünfte, die versendet wurden.
Im Jahr 2023 wurden ungefähr 817.000 Rentenanträge gestellt, wovon 761.000 Neuanträge waren. Der Rentenbestand liegt bei ungefähr 11,8 Millionen, verteilt auf 10,7 Millionen Rentnerinnen und Rentner (31. Dezember 2023).

### Rehabilitation und Teilhabe am Arbeitsleben
2023 wurden von der Deutschen Rentenversicherung Bund knapp 506.000 Anträge auf medizinische Rehabilitation bewilligt. Dazu kommen rund 53.200 bewilligte Anträge zur Teilhabe am Arbeitsleben (berufliche Rehabilitation).
Die Deutsche Rentenversicherung Bund hat ein dichtes Netz an Reha-Zentren aufgebaut. Diese sind an 21 Standorten bundesweit verteilt.

### Betriebsprüfung
Im Rahmen der turnusmäßigen Betriebsprüfungen, die grundsätzlich alle vier Jahre bei den Arbeitgebern stattfinden, wurden 2023 rund 404.000 Betriebe mit knapp 16,9 Millionen Beschäftigungsverhältnissen hinsichtlich der ordnungsgemäßen Zahlung des Sozialversicherungsbeitrages, der Künstlersozialabgabe und der Beiträge zur Gesetzlichen Unfallversicherung geprüft. Es wurden in fast 230 Fällen auch Krankenkassen als Einzugsstelle des Gesamtsozialversicherungsbeitrags geprüft. Dazu kamen über 15.700 Prüfungen bei sogenannten unmittelbaren Beitragszahlerinnen und Beitragszahlern wie sozialen und privaten Pflegekassen sowie Arbeitsagenturen.

### Auskunft und Beratung
Auskunft und Beratung der Deutschen Rentenversicherung fand vorwiegend in den örtlichen Auskunfts- und Beratungsstellen und Sprechtagsorten, bei den ehrenamtlichen Versichertenberatern und Versichertenältesten sowie dem Rehabilitationsberatungs- und dem Betriebsprüfdienst statt.
Am kostenlosen Servicetelefon der Deutschen Rentenversicherung Bund (0800 1000 48070) wurden 2023 insgesamt rund 1,24 Millionen Anfragen beantwortet. Zusätzlich wurden mehr als 345.000 Anfragen per E-Mail beantwortet. In den Auskunfts- und Beratungsstellen ließen sich mehr als 126.000 Versicherte, Rentnerinnen und Rentner persönlich beraten. Zudem stehen auch bis zu 2.700 ehrenamtliche Versichertenberaterinnen und -berater der Deutschen Rentenversicherung Bund bei Fragen rund um die Rentenversicherung Rede und Antwort. 2022 führten sie mehr als 1,3 Millionen Beratungen durch.

### Ausbildungs- und Studienplätze
Die Deutsche Rentenversicherung Bund bietet jedes Jahr verschiedene Studien- und Ausbildungsplätze an.
- Studiengänge: Sozialversicherungsrecht, Informatik, IT-Management, Wirtschaftsinformatik und Verwaltungsinformatik
- Ausbildung zur Sozialversicherungsfachangestellten und zum Sozialversicherungsfachangestellten in Berlin, Gera oder Stralsund
- Ausbildung zur Fachinformatikerin und zum Fachinformatiker in den Bereichen Systemintegration, Anwendungsentwicklung, Daten- und Prozessanalyse oder Digitale Vernetzung an den Standorten Berlin oder Würzburg
- Zusätzlich bietet die DRV Bund diverse Ausbildungen in den deutschlandweit 21 Reha-Zentren an.

### Firmenservice
Der Firmenservice der Deutschen Rentenversicherung Bund berät Arbeitgeber, Betriebs- und Werksärzte, Betriebsräte und Schwerbehindertenvertretungen zum Thema „Gesunde Mitarbeiter“ und ist auch Ansprechpartner für die Themen Rente und Altersvorsorge sowie Sozialabgaben. Er ist bundesweit unter der Rufnummer 0800 1000 453 erreichbar.

### Rente und Ausland
Die Deutsche Rentenversicherung Bund zahlt derzeit über 389.000 Renten ins Ausland.

### Zusätzliche Altersvorsorge
Die Zentrale Zulagenstelle für Altersvermögen (ZfA) in Brandenburg/Havel führt die Aufgaben im Zusammenhang mit der staatlich geförderten Altersvorsorge durch. Dort werden die Anträge bearbeitet und die Zulagen ausgezahlt. Zum 30. September 2023 (III. Quartal 2023) lag der Gesamtvertragsbestand bei 15.589.000 Verträgen.

### Informations-Projekte der Deutschen Rentenversicherung

#### Rentenblicker
„Rentenblicker“ ist die Jugendinitiative der Deutschen Rentenversicherung. Sie bietet jungen Menschen von 15 bis 25 Jahren die Möglichkeit, sich frühzeitig mit der gesetzlichen Rentenversicherung und dem Thema Altersvorsorge zu beschäftigen. Überwiegend digital unterwegs und auf die Lebenssituationen junger Menschen zugeschnitten, informiert die Jugendinitiative auf der Website rentenblicker.de sowie auf Instagram, Tiktok und Youtube. Für Schulen gibt es ein vielseitiges Angebot an Unterrichtsmaterial, ausgezeichnet mit dem Comenius EduMedia Siegel 2022 und 2024, sowie einen Referentenservice. Das Angebot richtet sich an Schülerinnen und Schüler ab der 9. Klasse.

### Generationenmanagement im Arbeitsleben
Unter der Kurzbezeichnung GeniAL bietet die Deutsche Rentenversicherung einen neuen Arbeitgeberservice. In einer Erstberatung sollen Betriebe auf die Herausforderungen des demographischen Wandels vorbereitet werden und sich den Fragen der älter werdenden Belegschaft stellen. Bisher wird dieser Service nur flächendeckend in Baden-Württemberg und Schwaben angeboten. Andere Rentenversicherungsträger bieten diesen Service in Teilregionen an.

## Organisation

### Dienststellen
Hauptsitz der Deutschen Rentenversicherung Bund ist Berlin. Außenstellen befinden sich in Gera, Stralsund, Brandenburg an der Havel und Würzburg. Insgesamt sind bei der Deutschen Rentenversicherung Bund über 26.600 Personen beschäftigt. Die Leistungsabteilung genannten Arbeitseinheiten sind tätig für Versicherte und Rentner in Abhängigkeit von deren Geburtsdatum. Danach werden Versicherte und Rentner, die
- am 2., 3., 4., 17. oder 31. Tag eines Monats geboren wurden, in Gera (Deutsche Rentenversicherung Bund, 07497 Gera);
- am 12., 13., 14., 15., 21., 22. oder 24. Tag eines Monats geboren wurden, in Stralsund (Deutsche Rentenversicherung Bund, 18431 Stralsund);
- an den restlichen Tagen eines Monats geboren wurden, in Berlin (Deutsche Rentenversicherung Bund, 10704 Berlin)

betreut.
Brandenburg an der Havel ist der Sitz der Zentralen Zulagenstelle für Altersvermögen, einer gesonderten Verwaltungseinheit, die die „Riester-Renten“ verwaltet. In Berlin befinden sich zudem die Abteilungen 50 (Internationale Aufgaben und Beratungsdienst) und 80 (Rehabilitation) sowie Grundsatzabteilung, Personalverwaltung und andere Arbeitseinheiten.
Die Deutsche Rentenversicherung Bund ist auch für die Überführung der Zusatzversorgungssysteme der DDR zuständig: Deutsche Rentenversicherung Bund – Versorgungsträger für Zusatzversorgungssysteme – Dezernat 4979, 10898 Berlin.
Die Zentrale Speicherstelle für das ELENA-Verfahren befand sich in der Dienststelle Würzburg.

### Organe
Organe der Deutschen Rentenversicherung Bund sind die Selbstverwaltungsorgane und das (Erweiterte) Direktorium.
Selbstverwaltungsorgane sind die Bundesvertreterversammlung und der Bundesvorstand, die Vertreterversammlung und der Vorstand. Die Zusammensetzung der Organe erfolgt teilweise durch Benennung und teilweise durch Sozialwahlen.

#### Bundesvertreterversammlung
Die Bundesvertreterversammlung der Deutschen Rentenversicherung Bund (bis 22. Juli 2009: Vertreterversammlung der Deutschen Rentenversicherung Bund) besteht aus
- 30 Mitgliedern, die von den Versicherten und Arbeitgebern der Deutschen Rentenversicherung Bund gewählt werden,
- je zwei Mitgliedern aus den Selbstverwaltungsorganen der Regionalträger und
- zwei Mitgliedern aus der Selbstverwaltung der Deutschen Rentenversicherung Knappschaft-Bahn-See.

Aufgaben der Bundesvertreterversammlung sind u. a. die Entscheidung über Grundsatz- und Querschnittsaufgaben der Rentenversicherung in Deutschland sowie die Feststellung der Anlage zum Haushaltsplan und das Beschließen der Anlage zur Jahresrechnung und die Wahl des Erweiterten Direktoriums.

#### Vertreterversammlung
Die Mitglieder der Vertreterversammlung werden durch die Sozialwahl bestimmt. Diese findet alle sechs Jahre statt. Die letzte Sozialwahl war im Jahr 2023. Alternierende Vorsitzende der Vertreterversammlung der Deutschen Rentenversicherung Bund sind Rüdiger Herrmann (Gruppe der Versicherten) und Heribert Jöris (Gruppe der Arbeitgeber).

#### Bundesvorstand
Der Bundesvorstand der Deutschen Rentenversicherung Bund (bis 22. Juli 2009: Vorstand der Deutschen Rentenversicherung Bund) besteht aus 22 Mitgliedern. Zwölf Mitglieder werden auf Vorschlag der Vertreter der Regionalträger und zwei Mitglieder auf Vorschlag der Vertreter der Deutschen Rentenversicherung Knappschaft-Bahn-See gewählt. Weitere acht Mitglieder werden auf Vorschlag der im Rahmen der Sozialwahl gewählten Vertreter der Versicherten und Arbeitgeber der Deutschen Rentenversicherung Bund gewählt. Diese acht Mitglieder des Bundesvorstandes stellen zugleich den Vorstand (siehe unten) dar. Aufgaben des Bundesvorstandes sind u. a. die Verwaltung der Deutschen Rentenversicherung Bund und die Entscheidung über Grundsatz- und Querschnittsaufgaben der Rentenversicherung in Deutschland. Alternierende Vorsitzende des Bundesvorstandes sind Alexander Gunkel (Gruppe der Arbeitgeber) und Anja Piel (Gruppe der Versicherten).

#### Vorstand
Der Vorstand verwaltet die Deutsche Rentenversicherung Bund, soweit nicht Grundsatz- und Querschnittsaufgaben und gemeinsame Angelegenheiten der Träger der Rentenversicherung berührt sind. Weitere Aufgaben des Vorstandes sind insbesondere die Aufstellung des Haushaltsplans, die Prüfung der Jahresrechnung und die Erstellung des Geschäftsberichts. Alternierende Vorsitzende des Vorstandes sind Jens Dirk Wohlfeil (Gruppe der Arbeitgeber) und Hans-Werner Veen (Gruppe der Versicherten).

#### Erweitertes Direktorium
Es bereitet Entscheidungen vor, die alle Träger der gesetzlichen Rentenversicherung betreffen und ist zuständig für im Gesetz definierte Aufgaben, wie etwa im Bereich der Versichertenverteilung und der Finanzsteuerung. Es besteht (Stand 06.2022) aus
- Jan Miede, Geschäftsführer der Deutschen Rentenversicherung Braunschweig-Hannover,
- Thomas Keck, Vorsitzender der Geschäftsführung der Deutschen Rentenversicherung Westfalen,
- Andreas Schwarz, Vorsitzender der Geschäftsführung der Deutschen Rentenversicherung Baden-Württemberg
- Werner Krempl, Vorsitzender der Geschäftsführung der Deutschen Rentenversicherung Nordbayern
- Sylvia Dünn, Geschäftsführerin der Deutschen Rentenversicherung Berlin-Brandenburg.

Zum Erweiterten Direktorium gehören ebenfalls:
- Andreas Gülker, Mitglied der Geschäftsführung der Deutschen Rentenversicherung Knappschaft-Bahn-See
- und das Direktorium der DRV Bund (s. u.) kraft Amt.

Zum Vorsitzenden des Erweiterten Direktoriums wurde Jan Miede, Deutsche Rentenversicherung Braunschweig-Hannover, gewählt. Stellvertretende Vorsitzende bleibt Gundula Roßbach, Deutsche Rentenversicherung Bund.

#### Direktorium
Die Aufgaben des Direktoriums sind u. a. die Führung der laufenden Verwaltungsgeschäfte sowie die Wahrnehmung von Grundsatz- und Querschnittsaufgaben. Die Amtsdauer der Mitglieder des Direktoriums ist befristet und beträgt gemäß § 36 Abs. 3b SGB IV sechs Jahre.
Das Direktorium der Deutsche Rentenversicherung Bund besteht aus einem Präsidenten und zwei Direktoren; dies sind:
- Präsidentin Gundula Roßbach
- Direktor Stephan Fasshauer
- Direktorin Brigitte Gross

Gundula Roßbach übernahm das Amt als Präsidentin der Deutschen Rentenversicherung Bund zum 1. Januar 2017 vom vorherigen Präsidenten Axel Reimann. Als weitere Mitglieder des Direktoriums wurden Brigitte Gross und Stephan Fasshauer gewählt. Der Amtsantritt von Gross erfolgte ebenfalls mit Wirkung zum 1. Januar 2017. Mit Ausscheiden des Direktoriumsmitglieds Herbert Schillinger folgte Fasshauer nach. Die Amtszeit von Schillinger endete im Dezember 2017.

## Geschichte

Logo der Bundesversicherungsanstalt für Angestellte

Die Deutsche Rentenversicherung Bund ging am 1. Oktober 2005 aus der Bundesversicherungsanstalt für Angestellte hervor. Sie hat zudem Aufgaben des Verbandes Deutscher Rentenversicherungsträger (VDR) übernommen.

### Die Bundesversicherungsanstalt für Angestellte
Die Bundesversicherungsanstalt für Angestellte (BfA) wurde zum 1. August 1953 (BGBl. I S. 857) gegründet; 1911 bis 1945 bestand als Träger für die Angestelltenversicherung die Reichsversicherungsanstalt für Angestellte (RfA), deren Aufgaben 1945 bis 1953 in Westdeutschland bzw. der Bundesrepublik Deutschland von den Landesversicherungsanstalten wahrgenommen wurden.
Nach der deutschen Wiedervereinigung 1990 übernahm die Bundesversicherungsanstalt für Angestellte die Rentenzahlungen der Sozialversicherung der DDR und überführte diese in das bundesdeutsche System. Nach Beschlüssen der Unabhängigen Föderalismuskommission eröffnete die BfA Abteilungen in Gera (am 3. Januar 1999) und in der Hansestadt Stralsund (4. Oktober 1999). In diesen Abteilungen wurden von ca. 2200 Mitarbeitern bundesweit Versicherte und Rentner betreut. Zudem war die in der Stadt Brandenburg für die sog. „Riester-Rente“ ebenfalls aufgrund oben genannten Beschlüsse errichtete Zentrale Zulagenstelle für Altersvermögen (ZfA) Teil der BfA.

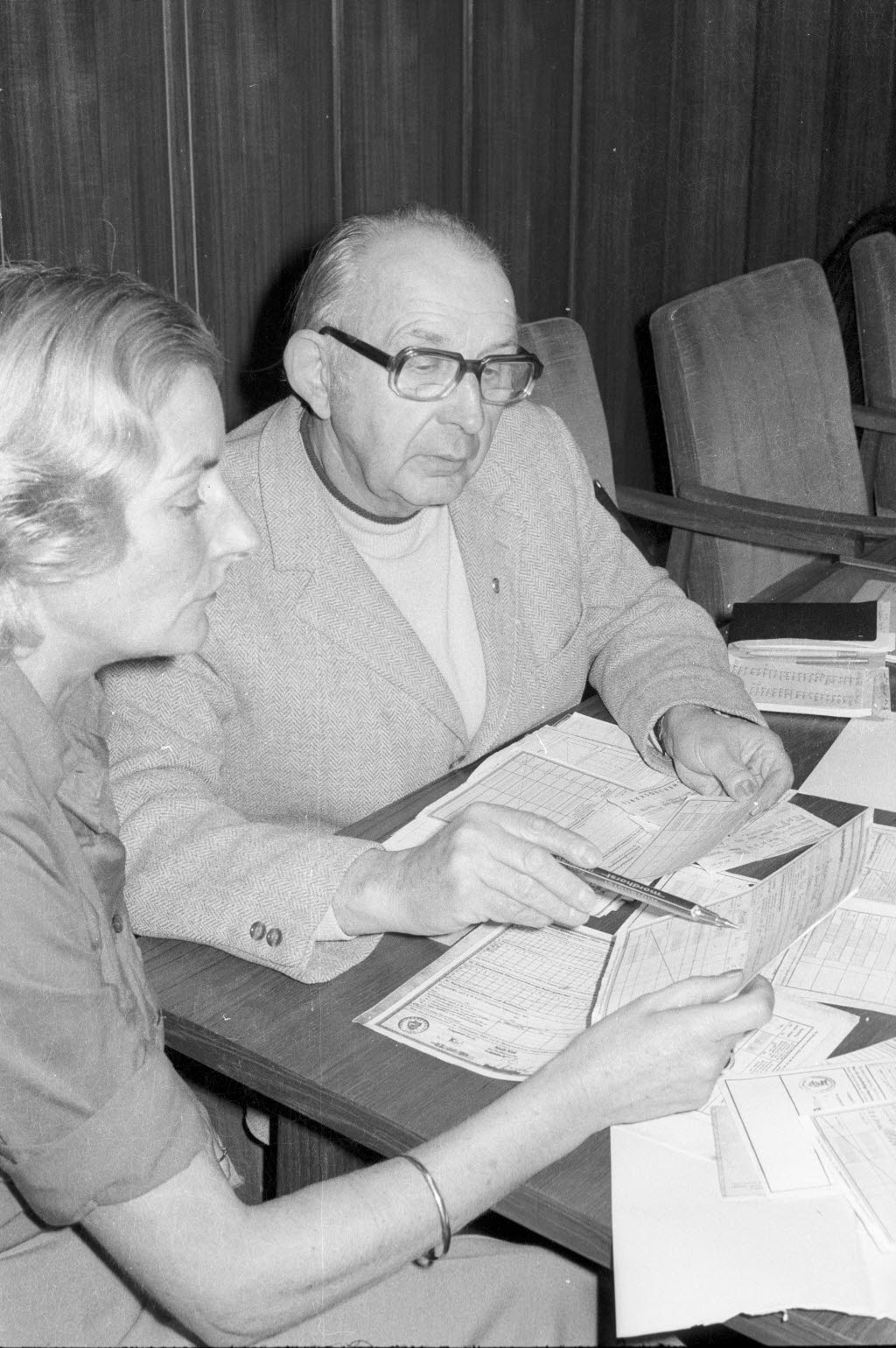
Beratung durch Versichertenälteste, 1975

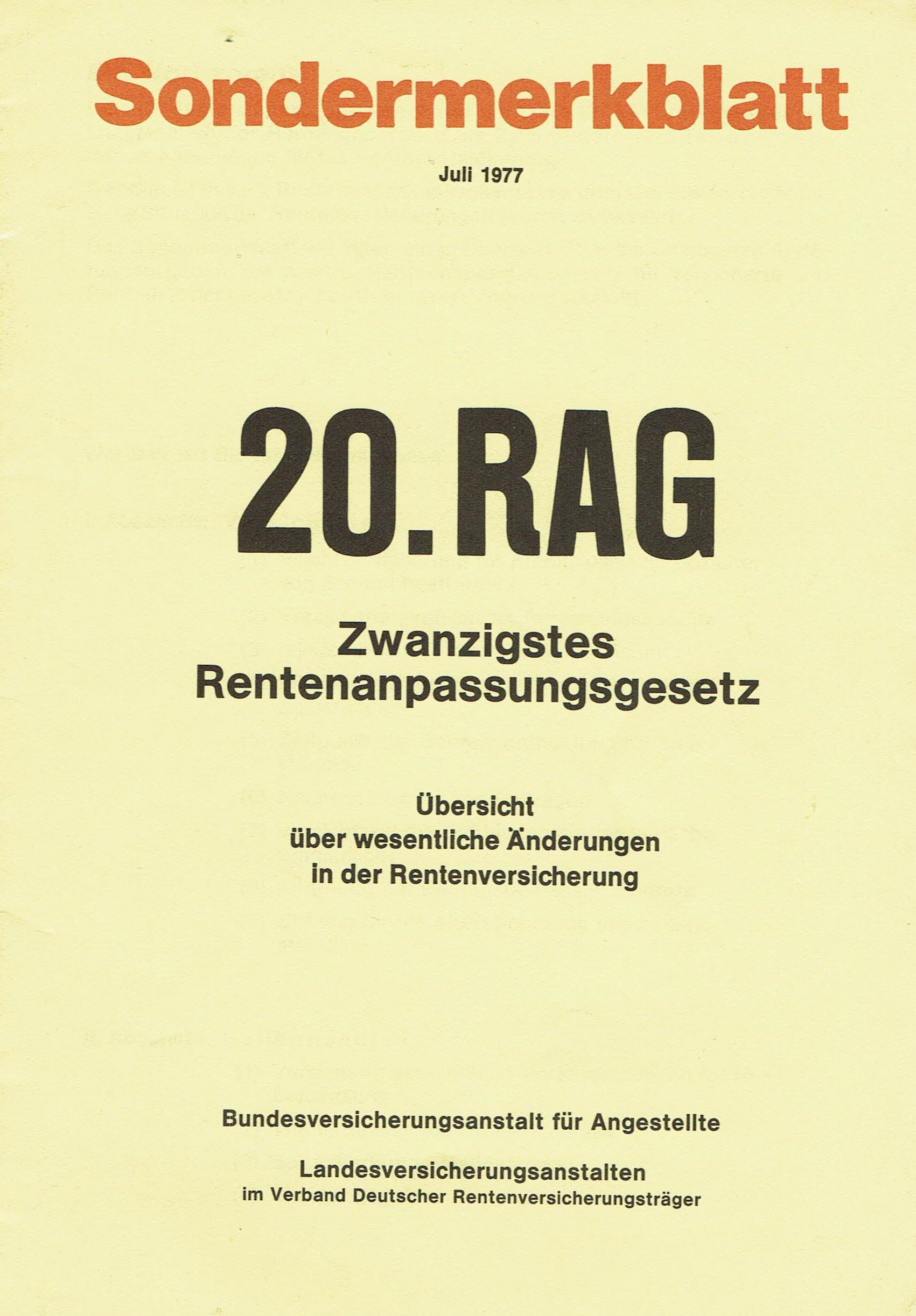
Sondermerkblatt der Rentenversicherungsträger für Versicherte 1977

Im gesamten Bundesgebiet betrieb die BfA Auskunfts- und Beratungsstellen sowie einen Prüfdienst für den korrekten Beitragseinzug. Die Zahl der Auskunfts- und Beratungsstellen wurde von 2005 an auf die Standorte beschränkt, an denen das „Haupthaus“ vertreten ist, also Berlin, Gera, Stralsund und Brandenburg. Die übrigen Auskunfts- und Beratungsstellen gingen/gehen an die Regionalträger über. Der Prüfdienst der Deutschen Rentenversicherung Bund hat seit Januar 2010 die Prüfung der Unfallversicherung übernommen.
Bis zum 31. Dezember 2004 war sie allein zuständig für abhängig beschäftigte Angestellte, freiwillig Versicherte sowie gesetzlich pflichtversicherte selbständige Lehrer, Hebammen, Seelotsen, Künstler und Publizisten u. a. Aufgrund der Aufhebung des bisherigen Versichertenbegriffes werden seit dem 1. Januar 2005 – wie bei allen anderen Rentenversicherungsträgern – Versicherte aus allen Berufen betreut.
Die BfA besaß im gesamten Bundesgebiet Mietwohnungen, die an Berechtigte vermietet wurden. Im Zuge der Umstrukturierung der BfA wurden um die Jahrtausendwende 81.000 Wohnungen an den privaten Immobilieninvestor Deutsche Annington (heute Vonovia) verkauft.

### Verband Deutscher Rentenversicherungsträger
Der Verband Deutscher Rentenversicherungsträger war der freiwillige Zusammenschluss der 26 deutschen Rentenversicherungsträger. Sein Sitz war bis zum 31. März 2005 Frankfurt am Main, zum 1. April 2005 erfolgte der Umzug nach Berlin. Der VDR ist aus dem 1919 gegründeten Verband Deutscher Landesversicherungsanstalten hervorgegangen. Er wurde zum 1. Oktober 2005 im Rahmen der Organisationsreform der deutschen Rentenversicherung als Grundsatz- und Querschnittsbereich der neu gebildeten Deutschen Rentenversicherung Bund mit der Bundesversicherungsanstalt für Angestellte (BfA) fusioniert.
Die Mitglieder des VDR waren:
- die 22 Landesversicherungsanstalten (LVA)
- die Bundesversicherungsanstalt für Angestellte (BfA)
- die Bundesknappschaft
- die Bahnversicherungsanstalt
- die Seekasse

Zu den Hauptaufgabengebieten des Verbandes gehörten:
- Wahrnehmung gemeinsamer Angelegenheiten,
- Beratung bei Gesetzesvorhaben,
- Aufklärung der Bevölkerung,
- Statistisches Berichtswesen,
- Fort- und Weiterbildung der Mitarbeiter(innen) und
- Wahrnehmung der Aufgaben einer Datenstelle der Rentenversicherungsträger.

Die größte Abteilung des VDR war die Hauptabteilung 4 in Würzburg. Sie war zuständig für Datenverarbeitung, Organisation und Berufliche Bildung. Sie verwaltete kraft Gesetzes die von den Trägern der Rentenversicherung unterhaltene „Datenstelle“ (DSRV), die seit 1975 dort untergebracht war. Diese führte Stammdatensätze von Versicherten und Rentnern zur Aufdeckung und Verhinderung von Doppel- und Mehrfachvergaben von Versicherungsnummern. Außerdem können mit den Daten Querverbindungen zwischen Rentenversicherungsträgern und anderen Stellen hergestellt sowie der Datenaustausch und die Herstellung von Querverbindungen im Rentenversicherungsbereich der Europäischen Union gesteuert werden.
Derzeit werden durchschnittlich ca. eine Million Datensätze pro Tag verarbeitet. Bei der DSRV sind ca. 105 Millionen Stammsätze für Versicherte und Hinterbliebene der Rentenversicherung gespeichert.

### Organisationsreform in der Rentenversicherung
Im Rahmen der Organisationsreform in der gesetzlichen Rentenversicherung treten die Rentenversicherungsträger seit dem 1. Oktober 2005 unter dem neuen Namen Deutsche Rentenversicherung jeweils mit einem bezeichnenden Zusatz (Bund, Knappschaft-Bahn-See, Berlin-Brandenburg etc.) auf. Die Bundesversicherungsanstalt für Angestellte fusionierte mit dem Verband Deutscher Rentenversicherungsträger, der als Grundsatz- und Querschnittsbereich der neuen Institution seine Aufgaben fortführt, zur Deutschen Rentenversicherung Bund.
Dabei wurde die Regelung getroffen, dass die Deutsche Rentenversicherung Bund Teile ihres Versichertenbestandes an die Regionalträger und die Knappschaft-Bahn-See abzugeben hat. Vorher hatte die Deutsche Rentenversicherung Bund aufgrund der historischen Unterscheidung zwischen Angestellten und Arbeitern einen Anteil von zuletzt ca. 55 Prozent am Versichertenbestand. Aufgrund des Wandels im Arbeitsleben nahm die Zahl der Versicherten bei der BfA zulasten der Landesversicherungsanstalten immer mehr zu; um diese Entwicklung zu stoppen, wurde in der Strukturreform festgelegt, dass die Deutsche Rentenversicherung Bund mittelfristig nur noch 40 % des Versichertenbestandes und die Regionalträger 55 % verwalten sollen. Die restlichen 5 % entfallen auf den zweiten Bundesträger, die Deutsche Rentenversicherung Knappschaft-Bahn See, um auch ihr die für eine Verwaltungstätigkeit wirtschaftlich sinnvolle Anzahl an Versicherten zuzuordnen. Zum 1. Oktober 2005 wurden von der Vertreterversammlung die neuen Gremien der Deutschen Rentenversicherung Bund gewählt.
2012 wurde die Deutsche Rentenversicherung Bund mit dem Integrationspreis für die vorbildliche Beschäftigung schwerbehinderter Menschen im Land Berlin ausgezeichnet.

## Haushalt
Die Organisationsreform der gesetzlichen Rentenversicherung zum 1. Oktober 2005 führte im Finanzbereich der Deutschen Rentenversicherung dazu, dass die bis dato für jeden einzelnen Rentenversicherungsträger ausgewiesenen Zahlen nur noch nach einem festgelegten Schlüssel angegeben werden. Einzig die Ausgaben für Rehabilitation, Investitionen und Verwaltung können weiter klar den einzelnen Trägern zugeordnet werden.
Mit Einnahmen und Ausgaben von rund 183,3 Milliarden Euro wurde der Haushaltsplan der Deutschen Rentenversicherung Bund für 2024 festgestellt. Größter Einnahmeposten sind die Beitragszahlungen der Versicherten und Arbeitgeber mit 128,1 Milliarden Euro (2023). Größter Ausgabeposten sind die Rentenleistungen mit 156,1 Mrd. Euro (2023).

## „Zukunft jetzt“ – Magazin der Deutschen Rentenversicherung
Die Zeitschrift „Zukunft jetzt“ erscheint viermal im Jahr und informiert in Reportagen, Interviews und Berichten über die Leistungen der gesetzlichen Rentenversicherung wie zum Beispiel Rente, Altersvorsorge, Reha oder Gesundheit.